# 라마스와미 벵카타라만
라마스와미 벵카타라만(힌디어: रामस्वामी वेंकटरमण, 1910년 12월 4일~2009년 1월 27일)은 인도의 변호사, 독립운동가, 정치인으로 인도의 제8대 대통령을 지냈다. 벵카타라만은 마드라스관구 탄자부르구의 라자마담 마을에서 태어났다. 그는 법학을 공부했고 마드라스 고등법원과 인도 대법원에서 일했다. 어린 나이에 그는 인도 독립운동가였고 인도를 떠나라 운동에 참여했다. 그는 제헌의회와 임시내각의 위원으로 임명되었다. 그는 로크 사바에 4번 당선되었고, 연방 재무장관과 국방부 장관을 지냈다. 1984년, 그는 인도의 제7대 부통령으로 선출되었고 1987년에 그는 인도의 제8대 대통령이 되었고 1987년부터 1992년까지 재임했다. 그는 또한 쿠마라스와미 카마라지와 민주르 바크타바살람 밑에서 국무장관을 지냈다.

## 어린 시절
벵카타라만은 타밀나두주의 탄자부르구 근처 파투코타이 근처의 라자마담 마을에서 태어났다. 그는 라자마담 마을에 라자마담 칸난 아이옌가르라는 친한 친구가 있었다. 그는 파투코타이의 고브트 남자 고등학교와 티루치라팔리의 국립 대학교 학부 과정을 졸업했다.
현지와 마드라스(현 첸나이)에서 교육을 받은 벵카타라만은 마드라스 로욜라 대학교에서 경제학 석사 학위를 받았다. 그는 나중에 마드라스 로스쿨에서 법학 자격을 취득했다. 벵카타라만은 1935년에 마드라스 고등법원에 등록되었고 1951년에 대법원에 등록되었다.
법률 활동을 하는 동안, 벵카타라만은 영국의 식민지 지배로부터 인도를 해방시키기 위한 운동에 참여했다. 1942년 영국 정부에 대한 인도 국민회의의 유명한 저항운동인 인도를 떠나라 운동에 적극적으로 참여하면서 인도 국방법에 따라 2년 동안 구금되었다. 이 기간 동안 법에 대한 벵카타라만의 관심은 계속되었다. 1946년 영국에서 인도로의 권력 이양이 임박했을 때 인도 정부는 일본 점령 기간 동안 협력 혐의로 기소된 인도 국민들을 변호하기 위해 말레이시아와 싱가포르로 파견된 변호사 패널에 그를 포함시켰다. 1947년부터 1950년까지 마드라스 지방 변호사 연맹의 서기를 지냈다.

## 정치 경력
법률과 무역 활동은 벵카타라만의 정치 관련성을 증가시켰다. 그는 인도의 헌법을 입안한 제헌의회 의원이었다. 1950년, 그는 인도의 임시 의회(1950년~1952년)와 제1대 국회(1952년~1957년)를 해방시키기 위해 선출되었다. 1952년 국제노동기구 금속무역위원회 회의에 노동자 대표로 참석했다. 그는 뉴질랜드에서 열린 영연방 의회 회의에 인도 의회 대표단의 일원이었다. 1953년부터 1954년까지 의회당 서기장을 지냈다.
1957년 다시 국회의원으로 선출되었지만, 벵카타라만은 로크 사바에서 사임하고 마드라스 지방 정부에 입성하였다. 1957년부터 1967년까지 산업세, 노동세, 협력세, 전력세, 교통세, 상업세를 담당했다. 이 기간 동안, 그는 마드라스 입법 위원회, 즉 상원 의장을 맡기도 했다.

## 부통령직 및 대통령직
이후 1987년부터 인도 부통령을 역임하고, 4명의 총리와 함께 일했으며, 5년 임기 동안 비슈와나트 프라탑 싱, 찬드라 셰카르, P. V. 나라심하 라오 등 3명의 총리를 임명했다. 그의 후임인 샹카르 다얄 샤르마는 20세기 인도 대통령 중 유일하게 4명의 총리와 함께 일하며 이들 중 3명을 임명했다.

## 질병 및 사망
2009년 1월 12일 벵카타라만은 요로감염증으로 인한 패혈증으로 육군 병원에 입원했다. 그의 상태는 1월 20일 저혈압과 대장균 감염이 발견되면서 위독해졌다.
벵카타라만은 2009년 1월 27일 인도 표준시 14시 30분에 뉴델리 육군 병원에서 98세의 나이로 다발성 장기 부전으로 사망했다. 그가 공화국의 날 다음 날 사망했기 때문에, 전 대통령에 대한 존경을 표시하기 위해 그와 일치하는 일부 프로그램들이 취소되었다. 그는 라지가트 근처의 에크타 스탈에서 완전한 국가 예식으로 화장되었다. 프라티바 파틸 대통령, 모하마드 하미드 안사리 부통령, 만모한 싱 총리를 비롯한 여러 지도자들이 그의 죽음을 애도했다.

## 역대 선거 결과
| 선거명      | 직책명        | 대수 | 정당          | 득표율 | 득표수 | 결과 | 당락 |
| ----------- | ------------- | ---- | ------------- | ------ | ------ | ---- | ---- |
| 1984년 선거 | 인도의 부통령 | 7대  | 인도 국민회의 | 71.05% | 508표  | 1위  |      |